# Pedicia dispar
Pedicia (Crunobia) dispar là một loài ruồi trong họ Pediciidae. Chúng phân bố ở vùng sinh thái Palearctic.